# سجنیس
سِجِنیس (تلفظ‌شده به صورت [sɛjɛˈni:tsɛ]) یک سکونتگاه کوچک کنار جاده ای در شرق شهرداری تربنج است (شهرداری تربنجه) در شرق اسلوونی (اسلوونی) این منطقه بخشی از منطقه سنتی کارنیولای پایین است، شهرداری اکنون در منطقه آماری جنوب شرقی اسلوونی قرار دارد.